# Monanthes brachycaulos
Monanthes brachycaulos là một loài thực vật có hoa trong họ Crassulaceae. Loài này được (Webb & Bertholt) R. Lowe miêu tả khoa học đầu tiên năm 1869.